# Trzcińsko-Zdrój (gmina)
Trzcińsko-Zdrój – gmina miejsko-wiejska w południowo-zachodniej części województwa zachodniopomorskiego, w powiecie gryfińskim. Siedzibą gminy jest miasto Trzcińsko-Zdrój.
Według danych z 31 grudnia 2016 r. gmina miała 5436 mieszkańców.
Miejsce w województwie (na 114 gmin):

powierzchnia 66., ludność 67.

## Położenie
Gmina znajduje się w południowo-zachodniej części województwa zachodniopomorskiego, w południowo-wschodniej części powiatu gryfińskiego.
Sąsiednie gminy:
- Banie, Chojna i Mieszkowice (powiat gryfiński)
- Dębno i Myślibórz (powiat myśliborski)

Do 31 grudnia 1998 wchodziła w skład województwa szczecińskiego.
Gmina stanowi 9,1% powierzchni powiatu.

## Demografia
Dane z 31 grudnia 2005:
| Opis                              | Ogółem | Ogółem | Kobiety | Kobiety | Mężczyźni | Mężczyźni |
| --------------------------------- | ------ | ------ | ------- | ------- | --------- | --------- |
| jednostka                         | osób   | %      | osób    | %       | osób      | %         |
| populacja                         | 5698   | 100    | 2865    | 50,3    | 2833      | 49,7      |
| gęstość zaludnienia (mieszk./km²) | 33,4   | 33,4   | 16,8    | 16,8    | 16,7      | 16,7      |

- Liczba ludności:
  - w wieku przedprodukcyjnym: 1346
  - w wieku produkcyjnym: 3471
  - w wieku poprodukcyjnym: 882
- Saldo migracji: -28 (osób)
- Przyrost naturalny: -1,6‰ (-23 osób)
- Stopa bezrobocia: 15,1% (2006)

| Rok  | Liczba ludności |
| ---- | --------------- |
| 1995 | 6062            |
| 1996 | 6031            |
| 1997 | 6048            |
| 1998 | 6018            |
| 1999 | 5991            |
| 2000 | 5754            |
| 2001 | 5748            |
| 2002 | 5774            |
| 2003 | 5740            |
| 2004 | 5750            |
| 2005 | 5698            |

Gminę zamieszkuje 6,9% ludności powiatu.

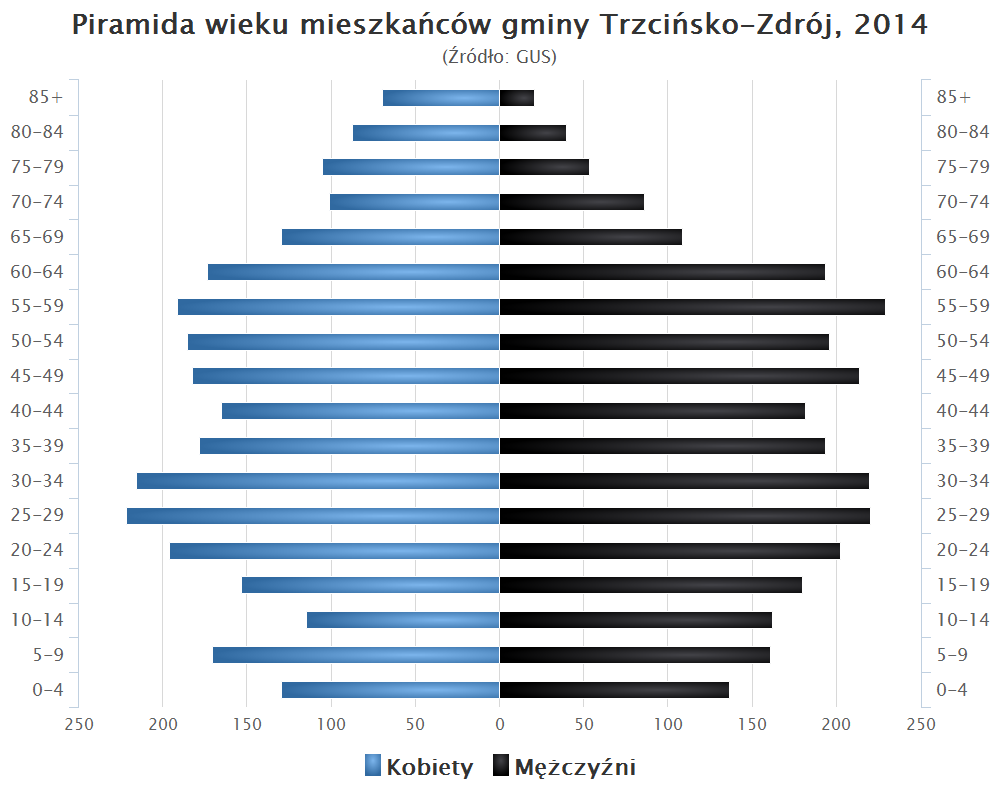
Piramida wieku mieszkańców gminy Trzcińsko-Zdrój w 2014 roku

## Przyroda i turystyka
Gmina leży na Pojezierzu Myśliborskim i Równinie Gorzowskiej. Przez gminę przepływa rzeka Tywa, która w okolicach Babina ma swoje źródło. Tywa na odcinku od Trzcińska-Zdroju i połączona z nią kanałami Rurzyca, uchodząca do Odry, tworzą szlak kajakowy. Tereny leśne zajmują 28% powierzchni gminy, a użytki rolne 59%.

## Komunikacja
Przez gminę prowadzi droga krajowa nr 26 łącząca Trzcińsko-Zdrój z Chojną (12 km) i przez Rów (7 km) z Myśliborzem (20 km). Odległość z Trzcińska-Zdroju do stolicy powiatu, Gryfina wynosi 44 km (jadąc przez Banie) i 50 km (jadąc przez Chojnę).
Trzcińsko-Zdrój uzyskało połączenie kolejowe w 1899 r. po wybudowaniu odcinka łączącego Pyrzyce z Godkowem. Linię tę zamknięto w 1992 r.
W gminie czynny jest 1 urząd pocztowy: Trzcińsko-Zdrój (nr 74-510).

## Zabytki
- kościół pw. MB Różańcowej w Dobropolu (XVIII w.)
- ruiny pałacu w Dobropolu
- kościół pw. MB Częstochowskiej (XIII w.)
- romański kościół pw. Św. Stanisława BM w Góralicach (XIII w.) (kamienno-ceglany)
- kościół pw. Wniebowzięcia NMP (XIII/XIV w.) w Piasecznie
- XIII-wieczny kościół pw. Chrystusa Króla w Rosnowie z ryglową, XVIII-wieczną wieżą
- kościół pw. Najświętszego Serca Pana Jezusa w Stołecznej (XV w.)
- pałac (z 1892 r.) z parkiem w Stołecznej
- kościół pod wezwaniem Narodzenia NMP (XIII w.) w Strzeszowie

## Administracja i samorząd
W 2016 r. wykonane wydatki budżetu gminy Trzcińsko-Zdrój wynosiły 20,3 mln zł, a dochody budżetu 21,1 mln zł. Zobowiązania samorządu (dług publiczny) według stanu na koniec 2016 r. wynosiły 6,8 mln zł, co stanowiło 32% poziomu dochodów.
Gmina Trzcińsko-Zdrój utworzyła 11 sołectw.
Sołectwa gminy: Chełm Górny, Chełm Dolny, Dobropole, Gogolice, Góralice, Górczyn, Klasztorne, Piaseczno, Rosnowo, Stołeczna, Strzeszów, Tchórzno.

## Miejscowości
MiastoTrzcińsko-Zdrój
MiejscowościChełm Górny, Chełm Dolny, Dobropole, Gogolice, Góralice, Górczyn, Klasztorne, Piaseczno, Rosnowo, Stołeczna, Strzeszów, Tchórzno -- Antoniewice, Babin, Cieplikowo, Czyste, Dobrogoszcz, Drzesz, Głębokie, Osiecze, Ostrzewka, Rosnówko, Smuga, Wesoła.